# Lipogramma klayi
Lipogramma klayi är en fiskart som beskrevs av Randall, 1963. Lipogramma klayi ingår i släktet Lipogramma och familjen Grammatidae. Inga underarter finns listade i Catalogue of Life.